# Anthoactis
Anthoactis is een geslacht van neteldieren uit de klasse van de Anthozoa (bloemdieren).

## Soorten
- Anthoactis armauerhanseni Leloup, 1932
- Anthoactis australiae Carlgren, 1937
- Anthoactis benedeni Leloup, 1932